# Service Civil International

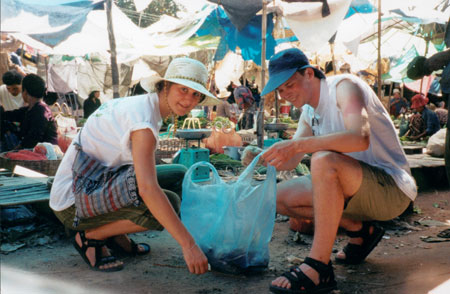
Het opruimen van een markt in Cambodja

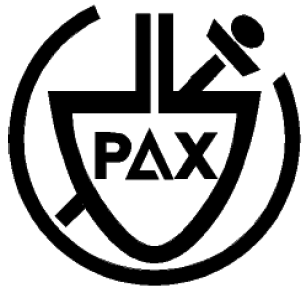
SCI-logo

Service Civil International (SCI) is een internationale vrijwilligersorganisatie en vredesbeweging. De organisatie is in 1920 opgericht door de Zwitserse ingenieur Pierre Ceresole. De Nederlandse tak van SCI wordt gevormd door de Stichting VIA. De Belgische tak heet VIA vzw.
SCI hanteert de volgende waarden:
- Vrijwilligerswerk - eigen initiatief wordt ten behoeve van de samenleving in daden omgezet, zonder dat materieel gewin wordt nagejaagd. Dit als methode en statement voor sociale verandering, waarbij nooit wordt gewedijverd met betaald werk of stakingen worden tegengewerkt
- Geweldloosheid als principe en methode
- Mensenrechten - Respect voor individuen zoals dat is weergegeven in de Universele verklaring van de rechten van de mens
- Solidariteit (sociologie) - internationale solidariteit voor een rechtvaardigere wereld en solidariteit tussen mensen op alle niveaus
- Respect voor het milieu en het ecosysteem waar wij deel van uitmaken en waar wij van afhankelijk zijn
- Inclusiviteit - openheid en het insluiten van alle individuen die de doelen van de beweging onderschrijven, zonder hierin onderscheid te maken in geslacht, ras, kleur, religie, nationaliteit, sociale status of politieke standpunten of andere mogelijke motieven voor discriminatie
- Bekrachtiging - het bekrachtigen van mensen om de sociale, culturele en economische structuren, die hun levens op alle niveaus kunnen beïnvloeden, te doorgronden en te transformeren
- Samenwerking met plaatselijke gemeenschappen en plaatselijke, nationale en internationale organen om het positieve potentieel binnen de burgergemeenschap als geheel te versterken

SCI hanteert als uitgangspunt dat alle mensen in staat zijn samen te leven, in onderling respect en zonder gebruik te maken van enige vorm van geweld, om conflicten op te lossen. Het organiseert over de hele wereld vrijwilligersprojecten omdat het gelooft dat vrede alleen kan worden opgebouwd indien mensen van verschillende achtergronden en culturen leren samen te werken.

## Geschiedenis
SCI is geboren uit een hartstochtelijke zoektocht naar vrede, vlak na de Eerste Wereldoorlog. In 1920 nam Pierre Ceresole, een Zwitserse radicale pacifist, deel aan de eerste Internationale Conferentie van the Fellowship of Reconciliation in Bilthoven. Hierop initieerde hij in Frankrijk een vredesproject met vrijwilligers uit verschillende landen.

## Van verzoening tot noodhulp (1920)

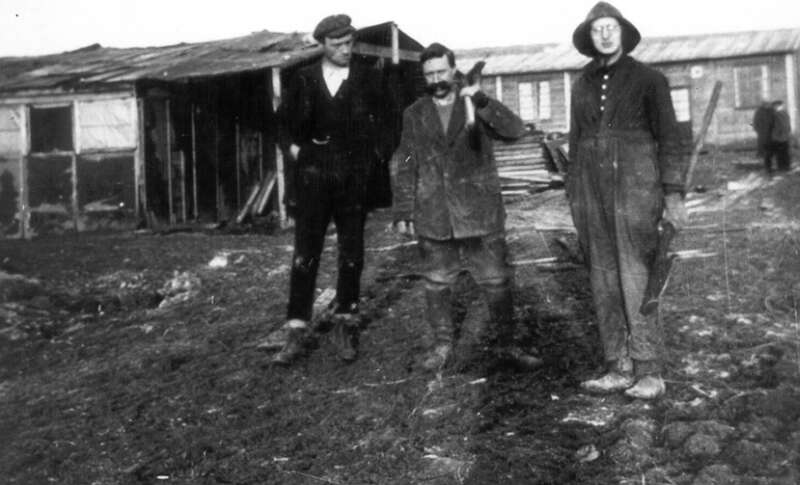
Werkkamp te Esnes-en-Argonne

Oorspronkelijk werden hulpverleningskampen in het Nederlands werkkampen genoemd. Het eerste internationale werkkamp vond in 1920 plaats op het voormalige slagveld te Verdun (Frankrijk), voor de wederopbouw van het dorp Esnes-en-Argonne, dat door de oorlog beschadigd was. Dit was een symbool voor de verzoening tussen Frankrijk en Duitsland. De kleine groep van internationale vrijwilligers bestond onder meer uit drie Duitsers. Zij bouwden tijdelijke huizen voor de dorpelingen en maakten landbouwgrond weer bebouwbaar.
In 1924 organiseerde Ceresole een tweede internationale werkkamp in Les Ormonts (Zwitserland), waarbij geholpen werd bij schade die was ontstaan door een lawine. Deze dienst stond model bij een politieke campagne om alternatieve diensten te introduceren. De erop volgende jaren werden meer noodhulpprojecten georganiseerd. Het meest grootschalige hiervan werd in 1928 in Liechtenstein uitgevoerd. Hierbij waren meer dan 700 vrijwilligers uit 28 landen betrokken, die na een hevige overstroming het jaar ervoor herstelwerkzaamheden uitvoerden in de Rijnvallei.

## Ontwikkeling tot sociale betrokkenheid (1931)

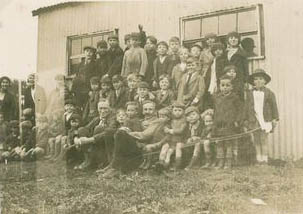
Ceresole te midden van kinderen in Brynmawr

Gedurende ongeveer de eerste tien jaren dat SCI bestond, werden kampen gebruikt voor hulpverlening bij natuurlijke rampen. In 1931 werd het concept van kampen met internationale vrijwilligers ook op andere gebieden van sociale betrokkenheid toegepast:
- Gemeenschapsontwikkeling: Gedurende de economische crisis van de kolenindustrie in Wales werd een kamp georganiseerd om het zelfvertrouwen in de noodlijdende stad Brynmawr (Wales) te verbeteren. Vrijwilligers en werklozen bouwden een zwembad en legden een openbaar park aan.
- Ontwikkelingshulp: In 1931 maakte Ceresole kennis met Gandhi, die hem uitnodigde om SCI naar India te brengen. In 1934 reisde hij naar India om kampen te organiseren voor een regio die getroffen was door de aardbeving van Bihar. Dit project werd in 1935 en 1936 herhaald. Ook andere projecten van ontwikkelingshulp volgden na de Tweede Wereldoorlog.
- Humanitaire hulp: In 1937 kreeg het SCI mandaat van een groep hulporganisaties, om humanitaire hulp te bieden aan kinderen van vluchtelingen tijdens de Spaanse Burgeroorlog (1936-1939). Evacuaties, de distributie van kleding en voedsel werden in de Tweede Spaanse Republiek verzorgd. Twintig jaar later werd humanitaire hulp verleend aan oorlogswezen in Tunesië tijdens de Algerijnse onafhankelijkheidsoorlog (1958-1962). Naast deze twee projecten vond er nog geen grootschalige humanitaire hulp plaats binnen SCI.

## Internationale Organisatie (1948)
Sinds 1929 heeft SCI werkkampen en activiteiten zonder formele structuur georganiseerd in Frankrijk, Zwitserland, het Verenigd Koninkrijk, India en andere landen. Aangezien het idee van kampen na de Tweede Wereldoorlog ook in andere landen ingang vond, werd SCI een internationale organisatie met een secretariaat in Parijs. Er werden verbeteringen aangebracht in de uitwisseling van vrijwilligers en de organisatie van kampen. Zo werd bijvoorbeeld een verzekering voor vrijwilligers opgezet. Het aantal kampen en vrijwilligers nam de jaren erop enorm toe:
- 1947 - 46 kampen in 9 landen
- 1968 - 298 kampen in 24 landen.

Op soortgelijke wijze nam het aantal takken in andere landen toe. In de jaren zestig werden regionale coördinatiestructuren gevormd voor Afrika, Azië en Europa.

### Ontwikkelingswerk in India, Pakistan en Algerije (1950)
In 1950 werd SCI naar India, dat kort ervoor onafhankelijk was geworden, uitgenodigd om huizen op te bouwen voor vluchtelingen in Faridabad. Een kleine groep internationale vrijwilligers slaagde erin veel plaatselijke vrijwilligers te werven. Het conflict tussen India en Pakistan inspireerde hen om vanaf 1951 kampen in Pakistan te organiseren. Hieruit vloeide voort dat diverse lokale takken en groepen van SCI in Azië ontstonden.
Toen het werd geconfronteerd met de enorme armoede in achtergelegen regio's van Europa, Azië en Afrika, begon SCI een ontwikkelingshulpprogramma op te zetten en begon het gekwalificeerde vrijwilligers te werven. Het grootste hulpprogramma was in Tlemcen, een provincie in West-Algerije, na de onafhankelijkheidsoorlog van dat land (1954-1962). Simone Tanner Chaumet werkte in Algerije als SCI-vrijwilliger. Vanaf 1962 tot 1968 herbouwde SCI het dorp Beni Hamou, zette het een medische dienst op, en verzorgde het ontwikkelingswerk zoals lagere schoolonderwijs in het district Sebdou.

### Oostblok (1955)
Ondanks de Koude Oorlog ontplooide SCI ook activiteiten in het Oostblok. Hoewel het een niet-communistische organisatie is, namen vrijwilligers van SCI in 1955 deel aan een kamp tijdens het 5e jeugdfestival in Warschau, Polen. Vanaf die tijd werden kampen georganiseerd samen met socialistische vrijwilligersorganisaties in Polen (1955), Oost-Duitsland (1956), de Sovjet-Unie (1958), Hongarije (1964), Tsjecho-Slowakije (1964) en Bulgarije (1981). Deze contacten werden in de jaren zeventig versterkt. In 1972 zette SCI de Oost-West Commissie op om de uitwisseling van vrijwilligers met partnerorganisaties in het Oostblok te vereenvoudigen en om de samenwerking met deze organisaties te verbeteren. Vanaf 1990 begonnen er nieuwe initiatieven omdat er een politieke verschuiving in Oost-Europa had plaatsgevonden.

### Heroriëntatie (1969)
In een reeks seminars, workshops en meetings vanaf 1969 werden de politieke implicaties van SCI in de samenleving herzien. Als gevolg hiervan nam SCI afscheid van de ontwikkelingshulp-benadering als een van de voornaamste doelen van kampen. Sociale en politieke bewustwording voor en door internationale vrijwilligers kreeg nadruk bij de meeste activiteiten van SCI. Er vond een heroriëntatie plaats van het concept van ontwikkelingseducatie en solidariteit, met name vanwege de kloof tussen het Noord en Zuid. Zo werden er tussen 1985 en 1992 diverse internationale campagnes georganiseerd in verband met de onafhankelijkheidsstrijd van Namibië, waarop een internationale vluchtelingencampagne volgde (1994-1997). Deze heroriëntatie leidde tot verdere standaardisering van de internationale uitwisseling van vrijwilligers. Laat in de jaren 1970 werd een gedecentraliseerd plaatsingssysteem voor vrijwilligers geïntroduceerd, terwijl de uitwisselingen tussen Noord en Zuid en Oost en West door Europese en internationale coördinatie van SCI gecentraliseerd waren. Deze laatstgenoemde coördinatie werd midden in de jaren 1990 gedecentraliseerd.

### Internationale werkgroepen (1997)
Met de heroriëntatie in de jaren 1970, transformeerde SCI zijn structuur met internationale en regionale secretariaten in internationale coördinatie met werkgroepen die nadruk legden op specifieke regio's of gebieden van interesse. In 1997 vond een drastische wijziging in de constitutie plaats. Dit zorgde voor een status van werkgroepen, die nu jaarlijks worden goedgekeurd. Er bestaan regionale werkgroepen voor Afrika, Azië en Latijns-Amerika (Aba Yala) en Zuidoost-Europa (SAVA). De andere werkgroepen concentreerden zich op de volgende onderwerpen:
- Immigratie en Vluchtelingen (sinds 1970) bijvoorbeeld het Europese Centrum voor Immigratie
- Uitwisseling tussen Oost en West (sinds 1972) bijvoorbeeld Group of Action together in Europe (GATE)
- Geslachtskwesties (sinds 1983) bijvoorbeeld WIN
- Dienstweigering (1984-1990)
- Jeugd en werkloosheid (sinds 1985) YUWG
- Uitwisseling Noord-Zuid (vanaf 1987): bijvoorbeeld SEED
- Vrijwilligerswerk op de lange termijn (vanaf 1989): bijvoorbeeld LTRC
- Milieukwesties (sinds 1998)
- Mensenrechten (vanaf 1998)

## Lijst van takken en groeperingen van SCI[1]
SCI maakt onderscheid tussen volledige leden met de status van tak van de organisatie, en gelieerde leden die een groepsstatus hebben. Het internationale comité van SCI beslist over deze status, gebaseerd op de nationale grondwet, organisatie en infrastructuur van haar leden. Nationale takken kunnen hun eigen namen hebben, zo lang zij in hun documenten aangeven dat zij een "tak van SCI" zijn. De volgende tabel geeft een overzicht van alle takken en groepen van SCI. Waar het begin van activiteiten is weergegeven, verwijst dit vaak naar de datum van het eerste kamp dat door SCI, of in samenwerking met SCI, werd georganiseerd.
| Continent       | Land                | Organisatie              | Begin van activiteiten | Tak sinds | Opmerking      |
| Afrika          | Algerije            | SCI Algerije             | 1948                   | 1952      | Opgeheven 1954 |
|                 | Mauritius           | SVI Mauritius            | 1960                   | 1981      |                |
| Azië            | Bangladesh          | SCI Bangladesh           | 1962                   | 1972      |                |
|                 | India               | SCI India                | 1934                   | 1956      |                |
|                 | Japan               | SCI Japan                | 1958                   | 1964      |                |
|                 | Maleisië            | SCI Maleisië             | 1963                   | 1992      |                |
|                 | Nepal               | SCI Nepal                | 1967                   | 1994      |                |
|                 | Pakistan            | SCI Pakistan             | 1951                   | 1997      |                |
|                 | Zuid-Korea          | SCI Zuid-Korea           | 1965                   | ?         |                |
|                 | Sri Lanka           | SCI Sri Lanka            | 1960                   | 1994      |                |
| Australië       | Australië           | IVP Australië            | 1988                   | (2002)    | SCI Groep      |
| Europa          | Oostenrijk          | SCI Oostenrijk           | 1947                   | 1949      |                |
|                 | Belarus             | Nieuwe Groep Belarus     | ?                      | (2000)    | SCI Groep      |
|                 | België              | SCI België               | 1946                   | 1948      |                |
|                 |                     | VIA België               | 1946                   | 1977      |                |
|                 | Bulgarije           | CVS Bulgarije            | 1981                   | 2004      |                |
|                 | Kroatië             | VCZ Kroatië              | 1964                   | 2007      |                |
|                 | Denemarken          |                          | 1948                   | 1954      | Opgeheven 1980 |
|                 | Finland             | KVT Finland              | 1946                   | 1981      |                |
|                 | Frankrijk           | SCI Frankrijk            | 1920                   | 1948      |                |
|                 | Duitsland           | SCI Duitsland            | 1946                   | 1948      |                |
|                 | Verenigd Koninkrijk | IVS Verenigd Koninkrijk  | 1931                   | 1948      |                |
|                 | Griekenland         | SCI Hellas               | 1944                   | 1992      |                |
|                 | Hungarije           | Utilapu Hungary          | 1966                   | 2002      |                |
|                 | Ierland             | VSI Ireland              | 1962                   | 1973      |                |
|                 | Italië              | SCI Italië               | 1945                   | 1949      |                |
|                 | Moldova             | AVI Moldova              | 1962                   | (2004)    | SCI Group      |
|                 | Nederland           | VIA Nederland            | 1940                   | 1948      |                |
|                 | Noord-Ierland       | IVS Noord-Ierland        | 1972                   | 1987      |                |
|                 | Noorwegen           | ID Noorwegen             | 1937                   | 1948      |                |
|                 | Polen               | OWA Polen                | 1947                   | 1999      |                |
|                 | Roemenië            | SCI Romanië              | 1991                   | 1998      |                |
|                 | Servië              | VCV Servië               | 2004                   | 2008      |                |
|                 | Slovenië            | Voluntariat SCI Slovenia | 1963                   | 1998      |                |
|                 | Spanje              | SCI Catalonia            | 1984                   | 1989      |                |
|                 |                     | SCI Madrid               | 1937                   | 2001      |                |
|                 | Zweden              | IAL Zweden               | 1936                   | 1969      |                |
|                 | Zwitserland         | SCI Zwitserland          | 1924                   | 1948      |                |
|                 | Oekraïne            | SVIT Oekraïne            | 2005                   | (2005)    | SCI Groep      |
| Latijns-Amerika | Mexico              | SCM Mexico               | ?                      | (2007)    | SCI Groep      |
| Noord-Amerika   | Verenigde Staten    | SCI-IVS USA              | 1956                   | 1963?     |                |

## Netwerken

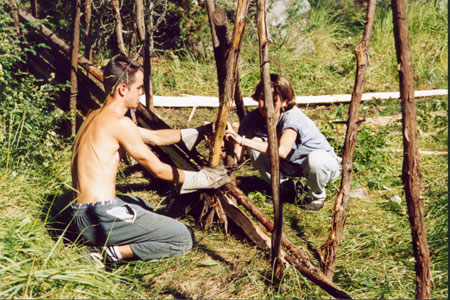
Ecologisch werk in Zweden

De organisatie heeft consultatieve status bij de Raad van Europa, operationele banden met de UNESCO en is lid van:
- CCIVS (Coordinating Committee of International Voluntary Service Organisations)
- YFJ (Youth Forum Jeunesse)
- UNITED for Intercultural Action - een Europees netwerk tegen nationalisme, racisme en fascisme.

In 1987 werd de titel van "Messenger of Peace" (Engels voor Boodschapper van Vrede) aan de SCI toegekend door de Verenigde Naties, als bevestiging van zijn pogingen om vrede en begrip te stimuleren.
De status van volledig lidmaatschap geldt voor het European Youth Forum (het Europese Jeugdforum, YFJ) dat binnen de Raad van Europa en Europese Unie opereert. Het werkt dan ook nauw samen met deze organen.